# Maria Roppertz
Maria Roppertz (* 16. Mai 1936 in Hamm-Heessen) ist deutsche Autorin niederdeutscher Werke und langjährige Leiterin des Heimatvereins Hamm-Heessen.

## Leben
Roppertz ist die Tochter eines Zimmermanns. Sie besuchte die Volksschule und arbeitete danach zunächst als Pelznäherin, später war sie Hausfrau und Mutter. Sie arbeitete im plattdeutschen Autorenkreis Münster und in der Fachstelle für niederdeutsche Sprachpflege des Westfälischen Heimatbundes. Sie ist langjähriges  Mitglied des Vorstands des Heimatvereins Heessen.
Auch im Lokalfunk engagierte sich Roppertz. Im Lokalsender Radio Lippe Welle Hamm war ihre gemeinsam mit dem Heessener Heinz Budde produzierte Sendung im Juni 1990 eine der ersten im Lokalradio, sie lieferte plattdeutsche Texte und Dönnekes als Beiträge.
Sie lebt in Hamm-Heessen.

## Auszeichnungen
- 1995 3. Preis beim Plattdeutschen Erzählerwettbewerb in Lippinghausen
- 1997 Bundesverdienstkreuz am Bande

## Werke
- Rund üm dat Duorp. Gedichtkes und Vertellkes. Westf. Heimatverlag, Hamm 1981.
- Sunnenschien un Grummelschuer. Gedichtkes und Vertellkes. Heimatverein, Heessen 1984, ISBN 3-924966-00-1.
- Braut för de Siäll. Heimatverlag Droste, Hamm-Heessen 1987, ISBN 3-924430-06-3.
- Luster wat min Hiätt vertellt. Gedichtkes und Vertellkes. Westf. Anzeiger, Hamm 1998, ISBN 3-924966-15-X.